# Куб (серия фильмов)
Куб (англ. Cube) — канадская научно-фантастическая серия фильмов ужасов. Фильмы были сняты Винченцо Натали, Анджеем Секулой, Эрни Барбарашем и Ясухико Симидзу. Серия состоит из трёх основных фильмов: Куб (1997), Куб 2: Гиперкуб (2002) и Куб Ноль (2004) и Куб (2021). Последний является японским ремейком оригинала.
В основе фильмов, с небольшими вариациями, лежит один и тот же научно-фантастический сеттинг: гигантская механизированная кубическая структура неизвестного назначения и происхождения, состоящая из множества небольших кубических комнат, в которых большинство или все главные персонажи необъяснимым образом пробуждаются. В каждой из этих комнат есть шесть тяжёлых дверей хранилища, по одной на каждой стороне куба, которые ведут в соседние, в основном идентичные комнаты, иногда отличающиеся цветом освещения. Некоторые из этих комнат безопасны, а другие оснащены смертоносными минами-ловушками, такими как огнемёты и колючая проволока. В некоторых случаях можно обнаружить ловушку, предварительно бросив предмет в комнату, хотя этот метод не всегда надёжен из-за спускового механизма некоторых ловушек.
В каждом случае в этой загадочной структуре просыпается группа незнакомцев, не знающих, как и почему они там оказались. Чтобы сбежать из тюрьмы, они должны объединиться и использовать свои объединённые навыки и таланты, чтобы избежать ловушек и выбраться из лабиринта, а также попытаться разгадать тайну того, что такое куб и почему они в нем.
Американский ремейк, который в настоящее время приостановлен, находится в разработке в Lionsgate.
Все фильмы получили в основном положительные и смешанные отзывы от критиков и зрителей.
| Куб          | Куб                                                                           |
| ------------ | ----------------------------------------------------------------------------- |
| Режиссёр(ы)  | Винченцо Натали, Анджей Секула, Эрни Барбараш, Ясухико Симидзу                |
| Сценарист(ы) | Андре Биелич, Грэм Мэнсон, Винченцо Натали, Шон Худ, Эрни Барбараш, Кои Токуо |
| Дата выпуска | Куб (1997), Куб 2: Гиперкуб (2002), Куб Ноль (2004), Куб (2021)               |
| Страна(ы)    | Канада (1997—2004) Япония (2021)                                              |
| Язык(и)      | Английский (1997—2004) Японский (2021)                                        |

## Сеттинг

### Мифология
Мир, в котором происходит действие франшизы Куб, на протяжении всех фильмов держится в секрете от зрителя. Первый Куб, в частности, ничего не изображает из мира, в котором происходит действие фильма, кто отвечает за Куб или почему заключенные находятся там. Однако подсказки даются во втором и третьем фильмах. Сценарист фильма Винченцо Натали, по-видимому, написал сценарий, подробно описывающий мир за пределами Куба, но уничтожил его, решив не снимать о нем фильм. Сюжетные приемы, используемые в Гиперкубе и Нуле вероятно, не связаны с первоначальной идеей.
Первый фильм особенно зловеще повествует о внешнем мире; нет никаких указаний на то, где и когда был построен Куб, а также на временную шкалу. Хотя главные герои предположительно североамериканцы из-за того, что говорят по-английски с типичным североамериканским акцентом, нет никаких свидетельств того, что Куб был построен в США. Однако во втором фильме американец Полковник демонстрирует знания о существовании и расположении первого Куба. Полковник имеет в виду Куб в первом фильме, а не в приквеле, потому что он упоминает особенность этого Куба.
Второй фильм показывает, что за Куб отвечает компания IZON. Несколько внешних снимков показывают, что действие происходит в настоящее время. Беспокоящий характер Куба и полная невозможность того, чтобы он был физической конструкцией, делают местоположение неоднозначным. Кроме того, IZON — частная компания, но присутствие вышеупомянутого полковника и его знание Куба предполагает, что правительство США замешано или, возможно, пытается его уничтожить.
Третий Куб показывает свой персонал, состоящий из руководства и техников, которые управляют Кубом и наблюдают за людьми, размещенными внутри. Все люди, оказавшиеся в ловушке, являются заключенными, приговоренными к смертной казни, с удаленными воспоминаниями, которые добровольно подписались, чтобы их поместили внутрь, а не казнили. Судя по всему, Куб управляется репрессивным тоталитарным правительством. В какой-то момент, когда один техник не находит форму согласия женщины, запертой внутри, это показывает, что правительство также заключало в тюрьму политических противников против их воли. В этом фильме также показано, что персонаж из первого фильма, Казан, на самом деле не может быть аутистом, а на самом деле является Эриком Винном.

## Фильмы

### Куб (1997)
Куб, первый фильм серии, рассказывает о группе из семи напуганных незнакомцев, которые оказались в ловушке причудливого лабиринта кубических комнат, не помня, как они туда попали. В поисках выхода они вскоре обнаруживают, что во многих комнатах есть смертоносные мины-ловушки, а другие безопасны. Первоначально заключенные объединяются в попытке сбежать, однако затем один из заключенных начинает сходить с ума и угрожает побегу группы. Несмотря на низкий бюджет фильма, он добился умеренного коммерческого успеха и стал культовым благодаря своему сюрреалистическому сеттингу.

### Куб 2: Гиперкуб (2002)
Куб 2: Гиперкуб — прямое продолжение фильма Куб. Сумрачные, грязные комнаты первого фильма заменены высокотехнологичными, ярко освещенными помещениями, а обычные технологии оригинальных ловушек заменены угрозами, основанными на абстрактной математике. Новая группа заключенных быстро обнаруживает, что, в отличие от оригинального Куба, комнаты в их тюрьме меняются мгновенно. Они понимают, что находятся внутри гиперкуба, в котором гравитация, пространство и время искажены. На этот раз каждый заключенный связан с предполагаемым создателем куба.

### Куб Ноль (2004)
Куб Ноль — приквел к фильму Куб. В отличие от первых двух фильмов, которые были ограничены точкой зрения заключенных, в этом фильме рассказывается о двух персонажах, Эрике Винне и Додде, которые являются техниками, наблюдающими за заключенными. Винн понимает, что ему небезразлична судьба Кассандры Рейнс, женщины в Кубе, и он решает рискнуть своей работой и даже своей жизнью, чтобы помочь ей попытаться сбежать. Комнаты похожи на оригинальный фильм, за исключением того, что цвета не такие яркие, как в первом фильме.

### Куб (2021)
Куб — японский ремейк, который был выпущен 22 октября 2021 года.

### Будущее
В марте 2011 года ходили слухи, что Lionsgate Films рассматривает дополнительный фильм в серии под предварительным названием Куб 3D.
В апреле 2015 года The Hollywood Reporter написал, что Lionsgate Films планировала переделать фильм под названием «Кубический» с режиссером Саманом Кешем, продюсерами Роем Ли и Джоном Спэйтсом и сценарием Филипа Готорна на основе оригинального варианта Кеша.